# Bơi lội tại Đại hội Thể thao châu Á 2018 - 200 mét bơi bướm nam
Nội dung 200 mét bơi bướm nam tại Đại hội Thể thao châu Á 2018 đã diễn ra vào ngày 19 tháng 8 tại Trung tâm thể thao dưới nước GBK.

## Các kỷ lục
Trước cuộc thi này, các kỷ lục thế giới, châu Á và đại hội còn tồn tại như sau.
| Kỷ lục thế giới | Michael Phelps (Hoa Kỳ) | 1:51.51 | Roma, Ý                | 29 tháng 7 năm 2009  |
| Kỷ lục châu Á   | Matsuda Takeshi (JPN)   | 1:52.97 | Bắc Kinh, Trung Quốc   | 13 tháng 8 năm 2008  |
| Kỷ lục đại hội  | Matsuda Takeshi (JPN)   | 1:54.02 | Quảng Châu, Trung Quốc | 13 tháng 11 năm 2010 |

## Kết quả

### Các đấu bơi
Các đấu bơi đã được bắt đầu vào lúc 10:17.
| Hạng | Đấu bơi | Làn | Tên                  | Quốc tịch         | Thời lượng | Ghi chú |
| ---- | ------- | --- | -------------------- | ----------------- | ---------- | ------- |
| 1    | 2       | 4   | Seto Daiya           | Nhật Bản          | 1:57.23    | Q       |
| 2    | 3       | 4   | Horomura Nao         | Nhật Bản          | 1:58.06    | Q       |
| 3    | 3       | 1   | Sajan Prakash        | Ấn Độ             | 1:58.12    | Q       |
| 4    | 1       | 4   | Li Zhuhao            | Trung Quốc        | 1:58.21    | Q       |
| 5    | 2       | 5   | Wang Zhou            | Trung Quốc        | 1:58.71    | Q       |
| 6    | 3       | 3   | Wang Kuan-hung       | Đài Bắc Trung Hoa | 1:58.73    | Q       |
| 7    | 3       | 5   | Quah Zheng Wen       | Singapore         | 1:59.17    | Q       |
| 8    | 1       | 5   | Park Jung-hun        | Hàn Quốc          | 2:00.57    | Q       |
| 9    | 1       | 3   | Chang Gyu-cheol      | Hàn Quốc          | 2:01.85    |         |
| 10   | 1       | 6   | Nicholas Lim         | Hồng Kông         | 2:02.70    |         |
| 11   | 3       | 6   | Navaphat Wongcharoen | Thái Lan          | 2:02.93    |         |
| 12   | 2       | 3   | Ong Jung Yi          | Singapore         | 2:03.28    |         |
| 13   | 3       | 2   | Ho Tin Long          | Hồng Kông         | 2:05.17    |         |
| 14   | 2       | 2   | Cherantha de Silva   | Sri Lanka         | 2:05.90    |         |
| 15   | 2       | 6   | Artyom Kozlyuk       | Uzbekistan        | 2:08.93    |         |
| 16   | 1       | 2   | Lin Sizhuang         | Ma Cao            | 2:11.16    |         |
| 17   | 3       | 7   | Abdul Al-Kulaibi     | Oman              | 2:16.06    |         |
| 18   | 1       | 7   | Jurmed Batmunkh      | Mông Cổ           | 2:29.50    |         |
| 19   | 2       | 7   | Bat-Od Buman-Uchral  | Mông Cổ           | 2:38.27    |         |

### Chung kết
| Hạng | Làn | Tên            | Quốc tịch         | Thời lượng | Ghi chú |
| ---- | --- | -------------- | ----------------- | ---------- | ------- |
|      | 4   | Seto Daiya     | Nhật Bản          |            |         |
|      | 5   | Horomura Nao   | Nhật Bản          |            |         |
|      | 3   | Sajan Prakash  | Ấn Độ             |            |         |
|      | 6   | Li Zhuhao      | Trung Quốc        |            |         |
|      | 2   | Wang Zhou      | Trung Quốc        |            |         |
|      | 7   | Wang Kuan-hung | Đài Bắc Trung Hoa |            |         |
|      | 1   | Quah Zheng Wen | Singapore         |            |         |
|      | 8   | Park Jung-hun  | Hàn Quốc          |            |         |